# 私、味方です
『私、味方です』（わたし、みかたです）は、1995年1月12日から3月23日まで毎週木曜日22:00 - 22:54に、TBS系で放送された日本のテレビドラマ。
舘ひろしと石黒賢がひとまわり年が違う兄弟に扮し、珍事件を解決していく軽いタッチのコメディ。クールな二枚目役が多い舘が、情にもろく、ちょっぴりドジな私立探偵を演じる。
作品中、舘は彼の定番と言えるスーツではなく、ボロボロのセーターを着用していたが、これらは「テットオム」の衣装協力によるものであった。

## キャスト
- 田口倫平 (40)：舘ひろし

都内の雑居ビルの3階に探偵事務所「田口探偵社」を構えている私立探偵。美女に弱い。
- 田口理 (28)：石黒賢

倫平の弟。田口探偵社を手伝いながら、弁護士を目指し勉強している。
- 沢井鮎子 (27)：中村あずさ

ビルのオーナーであり、2階のエステサロンの社長。
- 松居由記 (21)：櫻井淳子

田口探偵社の事務員。理に好意を寄せている。
- 岡野珠美 (19)：渋谷琴乃

エステサロンの従業員。
- 北原清子：水木薫

1階の喫茶店の店長。
- 新庄公一：藤真京介

喫茶店のアルバイト店員。

## スタッフ
- 脚本：相葉芳久、かわいるみ、福田卓郎、尾西兼一、奥村俊雄
- 演出：山田高道、鈴木利正、阿部雄一、岡田寧、根本実樹
- 主題歌：鈴木雅之「アダムな夜｣（EPICソニー）
- 挿入歌：鈴木雅之「バッカスブルース｣（EPICソニー）
- 選曲：御園雅也
- プロデュース：飯島敏宏、山田高道
- プロデューサー補：次屋尚
- 製作：TBS、木下プロダクション

## 放送日程
| 話数   | 放送日   | サブタイトル         | ゲスト                                                                       |
| ------ | -------- | -------------------- | ---------------------------------------------------------------------------- |
| 第1回  | 95/01/12 | 私、お嬢様の味方です | 酒井法子、松居一代、秋山武史、井上夏葉、ト字たかお                           |
| 第2回  | 95/01/19 | オバさんは強敵です   | 神山勢津子：市原悦子、入江羊子：秋本奈緒美、川波平吉：今福将雄               |
| 第3回  | 95/01/26 | 美女の味方です       | 安室奈美恵、ルビー・モレノ、郷田ほづみ、本木茂・凱（ZINGI）                  |
| 第4回  | 95/02/02 | セーラー服の味方です | 菅野美穂、松岡昌宏、平泉成、田中有紀美、石橋けい、遠峯ありさ、キモサベポン太 |
| 第5回  | 95/02/09 | ハイミスの味方です   | 片岡鶴太郎、中原ひとみ                                                       |
| 第6回  | 95/02/16 | 美少女の味方です     | 小坂里佳：安達祐実、団時朗、未來貴子、内藤剛志、渥美博                       |
| 第7回  | 95/02/23 | 100%、恋です         | 栗原みゆき：大塚寧々、湯江健幸、堀勉、中根徹、村松克己                       |
| 第8回  | 95/03/02 | 兄弟仁義             | 赤井英和、志村東吾、守純かほり、中丸新将、伏見哲夫、秋山武史                 |
| 第9回  | 95/03/09 | 美女に味方できません | 島田陽子、山口良一、佐伯日菜子                                               |
| 第10回 | 95/03/16 | 整形美人の復讐       | 伊藤かずえ、斉藤暁、横山あきお、石井愃一、佐久間哲、春木みさよ、北川たか子   |
| 第11回 | 95/03/23 | ラストラブ           | 谷川竜、木村栄、石倭裕子、相島一之                                           |

| TBS 木曜22時枠連続ドラマ | TBS 木曜22時枠連続ドラマ | TBS 木曜22時枠連続ドラマ |
| 前番組                   | 番組名                   | 次番組                   |
| ------------------------ | ------------------------ | ------------------------ |
| 家族A                    | 私、味方です             | 魔の季節                 |